# Convento de San Francisco (Zaragoza)

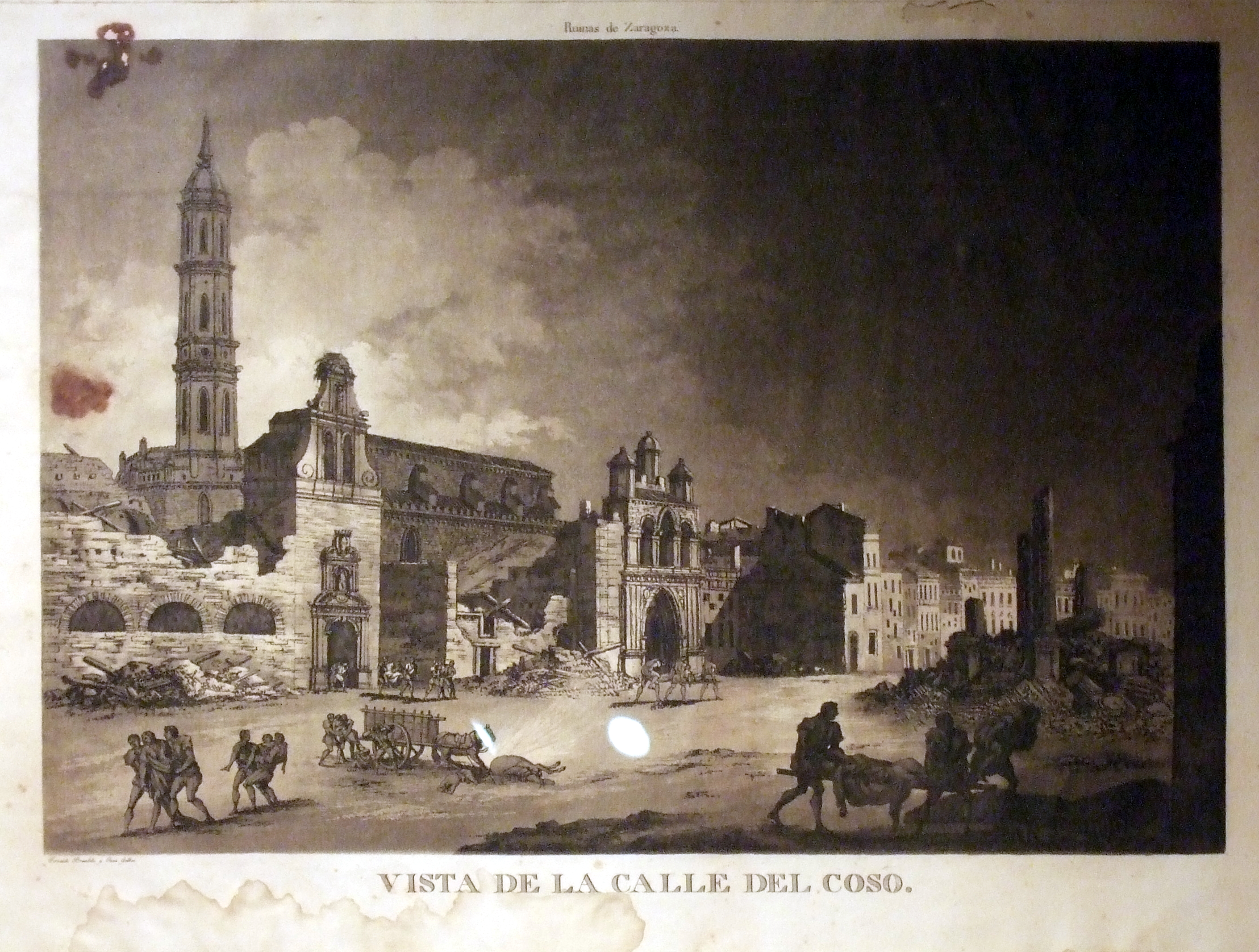
Vista desde la calle Coso

El convento de San Francisco fue un convento situado en la antigua plaza de la Constitución (actual plaza de España) de la ciudad de Zaragoza perteneciente a la Orden de Frailes Menores.

## Historia
El convento fue fundado por el infante Pedro de Aragón en 1219, aunque con los daños que recibió durante la Guerra de la Independencia y los sitios de Zaragoza quedó casi completamente arruinado. Su iglesia era magnífica y disponía una sola nave que medía 246 pies de longitud por 75 de latitud.
Las circunstancias de aquella fundación fueron las siguientes. En 1219, once años después del establecimiento de su orden, entraron en Zaragoza los discípulos de San Francisco ocupando al principio la que después fue casa de agustinos: en 1280 se trasladaron a su nueva mansión empezada bajo los auspicios de un infante y concluida en 1357 con la protección del rey Pedro IV, que les cedió su huerta habiendo contribuido no poco a levantarla el bienhechor de los religiosos Pedro Cornel.
Tras la destrucción, se conservó el famoso arco del trascoro que los franceses dejaron por muestra de lo que allí había habido, así como el suntuoso salón interior del convento donde los religiosos habilitaron iglesia para su culto después de haberse concluido aquella guerra. Finalmente, el edificio fue vendido en pequeñas partes a particulares.

## La iglesia
Esta magnífica iglesia contenía los sepulcros de algunos personajes destacados, ya que allí descansaba el generoso fundador del edificio, el infante Pedro de Aragón, que era hijo del rey Pedro III y hermano del rey Jaime II, habiendo fallecido prematuramente en 1296 en tierras castellanas cuando luchaba a favor de los infantes de la Cerda.
También estaba enterrada en la iglesia del convento la reina Teresa de Entenza, que fue la primera esposa del rey Alfonso IV de Aragón y la madre de Pedro IV el Ceremonioso, descansando además junto a dicha reina sus hijos Isabel y Sancho, fallecidos en la infancia. Esta reina falleció en 1327 al dar a luz a su hijo Sancho, y fue sepultada a un lado del presbiterio y en un mausoleo de mármol sostenido por seis leones con su efigie en traje de religiosa y con figuras llorando alrededor del sepulcro. Y las tumbas de sus hijos estaban pintadas sobre tabla, hallándose la infanta Isabel vestida de clarisa y el infante Sancho con una guirnalda y el cabello desceñido. 
Desde el cadalso colocado bajo el Arco de Toledo fueron trasladados con más de dos siglos de intervalo a la iglesia del convento de San Francisco los cadáveres del valido Bernardo de Cabrera y del patricio Juan de Lanuza.
Al final el terreno que ocupaba el complejo conventual sería destinado, por disposición del Gobierno, a la construcción de un palacio para la Diputación Provincial de Zaragoza y el Consejo provincial, con todas las dependencias del Gobierno de la provincia. Le fue cedido el solar y el convento en el año 1840 y en 1843 comenzaron las obras, habilitando unas habitaciones para secretaría de la Diputación y un pequeño salón de sesiones.